# Kanton Creil
Creil is een kanton in Frankrijk in het departement Oise, arrondissement Senlis. Het kanton werd gevormd bij decreet van 20 februari 2014 met uitwerking op 22 maart 2015.
Kanton Creil omvat de volgende gemeenten: 
1. Creil
2. Verneuil-en-Halatte

Kanton Creil heeft eerder al bestaan. Het werd voor 1848 gevormd, maar op 13 juli 1973 opgeheven.